# László Krasznahorkai
László Krasznahorkai (ur. 5 stycznia 1954 w Gyuli) – węgierski pisarz i scenarzysta filmowy odznaczony Nagrodą Kossutha, od 2004 członek Digitális Irodalmi Akadémia oraz Széchenyi Irodalmi és Művészeti Akadémia.

## Życiorys
Urodził się w Gyuli na południu Węgier. Pochodzi z rodziny prawniczej. W latach 1960–1968 uczęszczał do szkoły podstawowej w Gyula, potem kontynuował edukację w klasie języków klasycznych w gimnazjum im. Ferenca Erkela. Następnie między 1974 a 1976 był studentem wydziałów prawa na uniwersytetach w Segedynie oraz Budapeszcie. Ostatecznie zdobył dyplom na wydziale humanistycznym Uniwersytecie Loránda Eötvösa w ramach specjalności hungarystyczno-nauczycielskiej. Jego pierwsza nowela, Tebenned hittem, ukazała się w 1977 na łamach „Mozgó Világ”. W latach 1977–1982 pracował jako dokumentalista w Gondolat Könyvkiadó, od 1982 pozostaje pisarzem niezależnym. Na podstawie jego dzieł, np. Szatańskiego tanga, powstały filmy wyreżyserowane przez jego przyjaciela, Bélę Tarra.
Po raz pierwszy opuścił rządzone przez Kádára Węgry w 1987 roku, spędził rok w Berlinie Zachodnim jako gość specjalny DAAD. Od czasu upadku bloku wschodniego stale zmienia miejsce zamieszkania. Często wraca do Niemiec oraz na Węgry, ale pojawia się też we Francji, Hiszpanii, Stanach Zjednoczonych, Wielkiej Brytanii, Holandii, Włoszech, Grecji, Chinach i Japonii.
Pisarz spotkał się z dużym uznaniem: Susan Sontag nazwała Krasznahorkaiego „mistrzem apokalipsy cytującym Gogola i Melville’a”, a W.G. Sebald pisał o nim: „Uniwersalność wizji Krasznahorkaiego jest pokrewne autorowi Martwych dusz, Gogolowi, rozwiewa wszystkie wątpliwości dotyczące współczesnej literatury”. W 1993 otrzymał nagrodę dla najlepszej książki w Niemczech (Bestenliste-Preis) za Melancholię sprzeciwu.
W 1996 był gościem Wissenschaftskolleg zu Berlin. Podczas pisania Wojny i wojny zwiedził dużą część Europy. Przy książce pomógł mu pisarz amerykański, Allen Ginsberg, u którego mieszkał w Nowym Jorku i który pomagał mu radami podczas pisania.
W 1990 po raz pierwszy pojawił się na dłuższy czas w Azji Wschodniej, wspomnienia z Mongolii oraz z Chin pojawiają się w książkach Az urgai fogoly oraz Rombolás és bánat az Ég alatt. Od tego czasu wielokrotnie wracał do Chin. W 1996, 2000 i 2005 spędził po pół roku w Japonii, w Kioto.
Od 1985 jego przyjaciel, Béla Tarr, kręci filmy niemal wyłącznie na podstawie jego książek. W ten sposób powstały Szatańskie tango oraz Harmonie Werckmeistera. Pracowali również razem przy ostatnim filmie Tarra, Koniu turyńskim, a autor pomagał reżyserowi w każdej istotnej kwestii.
Otrzymał wiele nagród i odznaczeń, między innymi najważniejszą nagrodę państwową, Nagrodę Kossutha. Został członkiem Digitális Irodalmi Akadémia. W 2008 był gościł jako profesor Wolnego Uniwersytetu Berlińskiego. W 2010 otrzymał w Berlinie Nagrodę Brücke Berlin. W 2014 otrzymał America Award za całokształt twórczości, a w 2019 National Book Award w kategorii najlepsze tłumaczenie, które przygotowała Ottilie Mulzet.
Ma trzy córki: Katę, Ágnes i Emmę. Jego druga żona, Dorka Krasznahorkai (panieńskie: Dóra Kopcsányi) jest sinolożką i typografką, Od 2007 mieszkają w Berlinie.
W listopadzie 2010 László Krasznahorkai był gościem 2. Międzynarodowego Festiwalu Literatury im. Josepha Conrada w Krakowie.
Ważniejsze dzieła:
- Szatańskie tango (węg. Sátántangó, 1985, polskie wyd. 2004) w tłumaczeniu Elżbiety Sobolewskiej,
- Melancholia sprzeciwu (węg. Az ellenállás melankóliája, 1989, polskie wyd. 2007) w tłumaczeniu Elżbiety Sobolewskiej[5],
- Wojna i wojna (węg. Háború és háború, 1999, polskie wyd. 2011) w tłumaczeniu Elżbiety Sobolewskiej[6].

Wspólnie z reżyserem i scenarzystą Bélą Tarrem jest autorem kilku scenariuszy filmowych m.in. do adaptacji filmowej Szatańskiego tanga.